# Международное соглашение по обмену вагонами
Международное соглашение по обмену вагонами или RIC (итал. Regolamento Internazionale Carrozze) — международное соглашение по обмену вагонами, которое впервые было подписано в 1922 году и охватывает международный оборот пассажирских вагонов между европейскими железными дорогами.

## Технические требования
Соглашение устанавливает технические требования, которым должен обладать вагон для использования в международном обороте. Вагоны, которые удовлетворяют этим требованиям, маркируются символом RIC и используются на всех европейских дорогах, подписавших соглашение, без необходимости специального разрешения.

## Маркировка RIC

Маркировка RIC

В маркировке, нанесённой на вагон, указывается:
- разрешённая максимальная скорость,
- допускаемые напряжения,
- максимальный ток высоковольтной поездной магистрали.

Символ «якорь» обозначает, что вагон подходит для использования на паромах.

## Нумерация
Нумерация вагонов начинается с 51, 52, 53, 61, 62, 63, 71 или 73. Номер 71 использовался только с 1971 по 1995 год для обозначения международного спального вагона, также известный как TEN Pool. Этот вагон используется только в Западной Европе.

## Вагоны, не использующие RIC-маркировку

Маркировка вагона, не использующего RIC

Также есть в международном обороте действующие вагоны без оформления RIC. Они требуют специального соглашения между железными дорогами, на чьих сетях они используются. Такие вагоны могут также иметь маркировку RIC, но с крестом вместо аббревиатуры RIC и указанием соответствующих кодов стран (за исключением родной страны вагона).

## Буквенные обозначения вагонов RIC
Согласно правилам, принятым RIC, следующие буквенные обозначения означают:
- WL — спальный вагон
- А — вагон первого класса
- В — вагон второго класса
- АВ — вагон с местами первого и второго класса
- WR — вагон-ресторан
- MW — багажно-почтовый вагон
- m — вагон длиной более 24 метров
- u — вагон с боковым проходом (вдоль стены) и закрытой переходной площадкой (гармошка)